# Butcher 3
Pour les articles homonymes, voir Hatchet (homonymie).
Série Hatchet
Butcher 2
(2010) Victor Crowley
(2017)
Pour plus de détails, voir Fiche technique et Distribution.
Butcher 3 ou Le Tueur à la hache 3 au Québec (Hatchet 3) est un film d'horreur gore américain réalisé par BJ McDonnell et scénarisé par Adam Green, sorti en 2013. Le film est la suite de Butcher 2.

## Synopsis
Victor Crowley n'étant qu'une légende urbaine aux yeux de la police, celle-ci se rend aux marécages de Honey Island afin de vérifier les dires de Marybeth. Mais l'horreur reprend de plus belle, et Marybeth, aidée de Amanda (l'ex-femme du sheriff et journaliste locale) va tenter de mettre fin à la malédiction vaudou qui rendrait Victor Crowley immortel en recherchant les cendres du père biologique de ce dernier.

## Fiche technique
- Titre : Butcher 3
- Titre québécois : Le Tueur à la hache 3
- Titre original : Hatchet 3
- Réalisation : BJ McDonnell
- Scénario : Adam Green
- Directeur de la photographie : Will Barratt
- Montage : Ed Marx
- Musique : Andy Garfield
- Production : Adam Green, Sarah Elbert
- Société de production : Dark Sky Films et ArieScope Pictures
- Société de distribution : Dark Sky Films
- Format : Couleur - 2,35 : 1 - Son Dolby Digital
- Genre : Film d'horreur, comédie noire et gore
- Pays d'origine :  États-Unis
- Langue : Anglais
- Durée : 82 minutes
- Dates de sortie :
  -  États-Unis : 14 juin 2013
  -  France : 21 octobre 2014 (en DVD et Blu-ray)
- Interdit aux moins de 16 ans avec avertissement

## Distribution
- Kane Hodder : Victor Crowley
- Danielle Harris : Marybeth Dunston
- Caroline Williams : Amanda
- Zach Galligan : Sheriff Fowler
- Robert Diago DoQui : Deputy Winslow
- Derek Mears : Hawes
- Cody Blue Snider : Schneiderman
- Rileah Vanderbilt : Dougherty
- Parry Shen : Andrew
- Sean Whalen : Randy
- Jason Trost : Hamilton
- Sid Haig : Abbott McMullen
- Grant-Antony Zeebroek :  Lee
- Diane Ayala Goldner : Elbert
- John Michael Sudolt : Jim
- Joel David Moore : Ben